# Aratos van Sikyon
Aratos van Sikyon (Oudgrieks: Ἄρατος του Σικυοντος; 271 - 213 v.Chr.) was een politicus in hellenistisch Griekenland. Hij werd vooral bekend als strategos van de Achaeïsche Bond.
Aratos moest op zevenjarige leeftijd Sikyon ontvluchten toen zijn vader omkwam in een staatsgreep. Hij vluchtte naar Argos en werd daar opgevoed door vrienden van zijn vader. Als leider van de Sykiontische ballingen in Argos bevrijdde hij enkele jaren later zijn geboortestad van de tirannen die Sikyon overgenomen hadden. Hij sloot de stad aan bij de Achaeïsche Bond, waarin hij al snel tot strategos werd verkozen. Zijn eerste grote wapenfeit was het veroveren van de schijnbaar onneembare Akrokorinthos, de citadel (akropolis) van Korinthe, op Macedonië. Daarna hield Aratos zich bezig met de uitbreiding van de Bond. Toen de nieuwe koning van Sparta, Cleomenes III, aan de macht kwam, begon die een oorlog tegen de Achaeïsche Bond. Deze oorlog leek slecht af te lopen voor Aratos, maar hij slaagde erin Macedonië te overtuigen zich bij hem aan te sluiten, waardoor Cleomenes verslagen kon worden in de Slag bij Sellasia. Tijdens en na de daaropvolgende Bondgenotenoorlog tegen de Aetoliërs was Aratos een van de belangrijkste adviseurs van de nieuwe koning van Macedonië, Philippus V. Hij stierf in 213 v.Chr. Volgens Plutarchus werd hij vergiftigd door Philippus.

## Jeugd

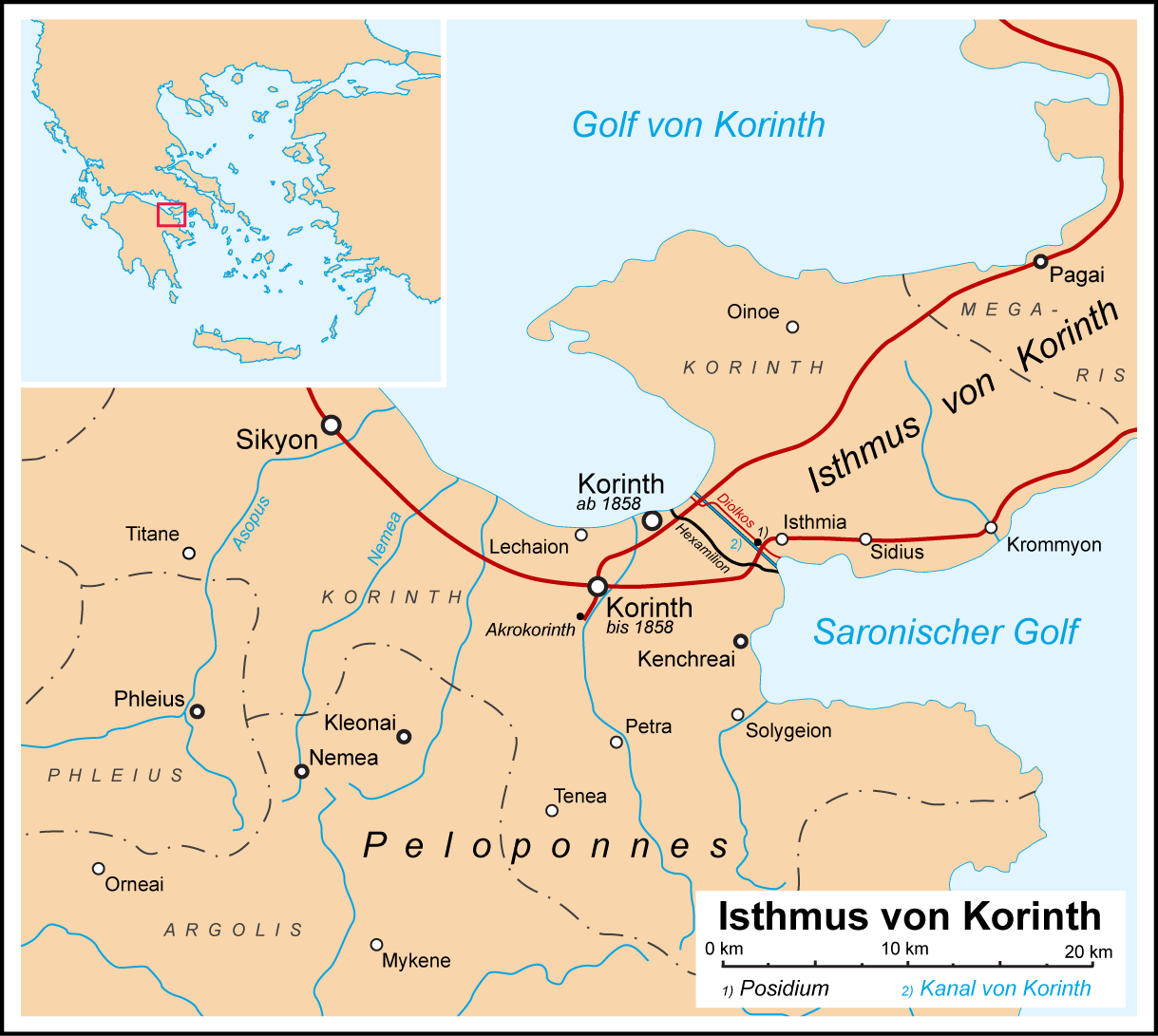
Ligging van Sikyon

Aratos werd geboren in 271 v.Chr. in Sikyon. Hij was de zoon van Clinias, die na de moord op de laatste tiran van de stad er de hoofdmagistraat geworden was, een functie die hij deelde met Timocleides. De bevolking was nog maar net enigszins gewend geraakt aan de nieuwe regeringsvorm toen Timocleides stierf. In 264 v.Chr. volgde een staatsgreep door ene Abantidas, die zichzelf tot tiran uitriep toen hij Clinias liet liquideren. Hij was ook van plan hetzelfde te doen met de op dat moment zevenjarige Aratos, maar die slaagde erin te ontsnappen. Hij kon samen met andere vluchtelingen van de verwarring die rond zijn huis heerste gebruikmaken om naar zijn tante te gaan. Zij verstopte Aratos tot het vallen van de nacht en smokkelde hem vanuit Sikyon naar Argos, waar hij opgevoed zou worden door vrienden van zijn vader. Hij zou er blijven wonen tot in 251 v.Chr.
In Argos verkreeg Aratos de reputatie van een verdienstelijk redenaar en atleet. Hij won zelfs eens de pentatlon op de Olympische Spelen. Hij werd echter "verteerd door een verlangen zijn stad te bevrijden van de tirannie." Ondanks zijn jeugd lijkt hij door zijn vastberaden persoonlijkheid al zeer vroeg aanvaard te zijn geweest als de leider van de Sikyontische ballingen in Argos.
Tijdens Aratos' jeugd waren de interne spanningen in Sikyon nog niet gaan liggen. Abantidas was enige tijd na de vlucht van Aratos gedood. Diens vader nam zijn plaats in, maar ook hij werd gedood en zijn plaats werd ingenomen door Nicocles. Dit zorgde ervoor dat de stadstaat erg verzwakte en kwetsbaar was voor agressieve buren. Daarom neigden de inwoners van de stad naar de ballingen, die volgens hen veiligheid en stabiliteit zouden kunnen brengen. Hoewel dit maar op stedelijk niveau was, werd Aratos al door velen gezien als een belangrijke speler; als jonge man had hij al contacten opgenomen met de koningen van Macedonië en Egypte. Plutarchus zegt zelfs dat Nicocles Aratos vooral vreesde door zijn vele connecties.

## Bevrijding van Sikyon

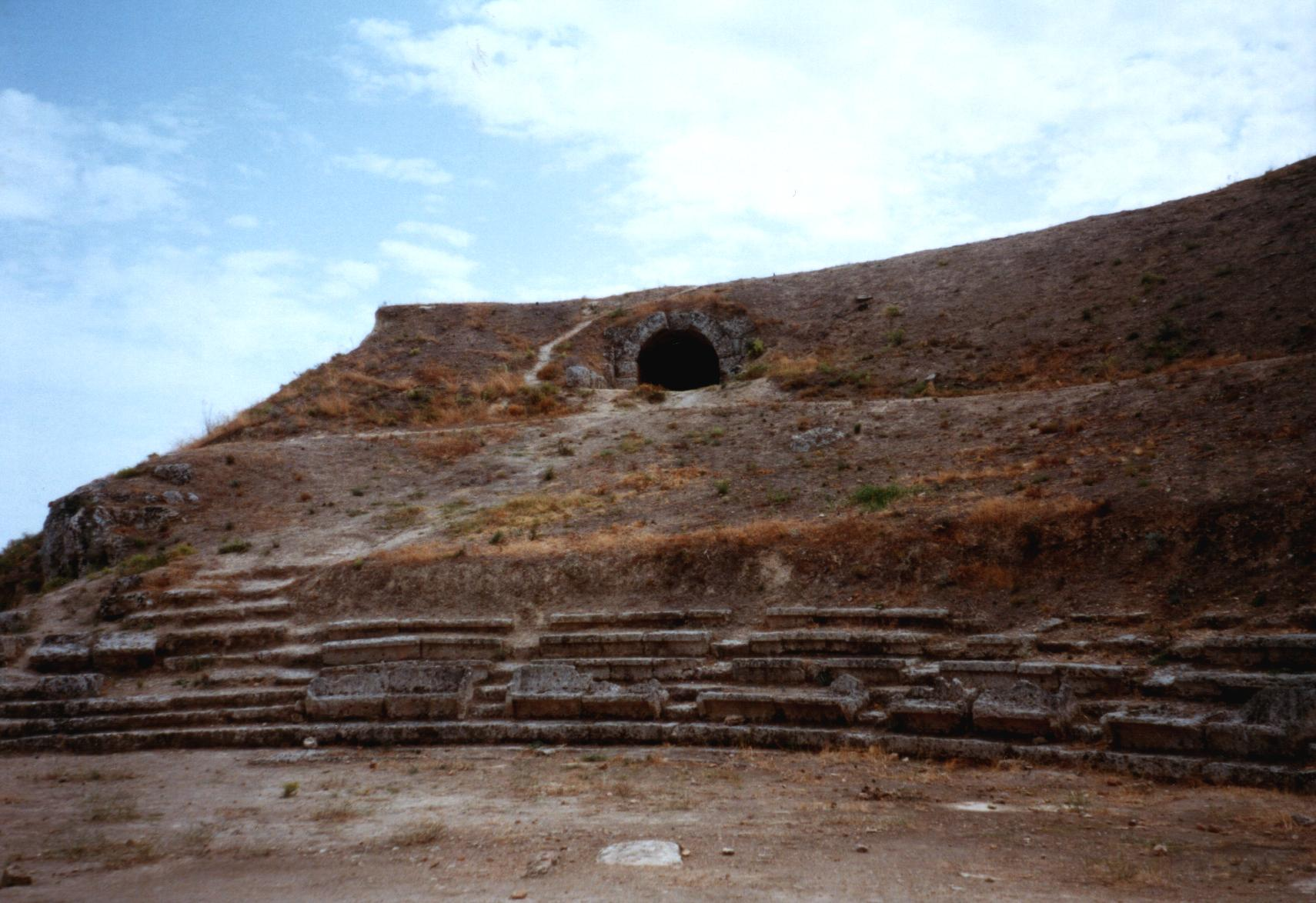
Het theater van Sikyon, dat gebouwd werd door Aratos' vader

In 251 v.Chr. schoot Aratos in actie. Hij besloot dat hij een versterkte plaats bij Sikyon zou gaan bezetten van waaruit hij het grondgebied van zijn vijanden zou kunnen plunderen. Verder zouden sympathisanten zich daar bij hem kunnen aansluiten. Maar voordat hij zijn plannen tot uitvoering had kunnen brengen, bood een nieuwe kans zich aan: een gevangene die ontsnapt was uit de kerkers in Sikyon kwam aan in Argos met interessant nieuws. Hij zei dat de vluchtroute die hij had genomen gemakkelijk begaan zou kunnen worden door mannen met ladders, waarmee ze over de stadsmuren zouden kunnen klimmen.
Aratos besloot naar zijn informant te luisteren. Hij bewapende zijn mannen en maakte ladders klaar, maar dit alles moest in het geheim gedaan worden, aangezien er spionnen van Nicocles in Argos waren. Om hen nog meer te misleiden, deed Aratos alsof hij een feest zou houden in de stad op de dag van zijn geplande staatsgreep. Dit plan werkte, en toen Aratos wist dat de spionnen weg waren, haastte hij zich naar zijn mannen, die al buiten de stad waren. Hij leidde hen zo snel mogelijk naar Sikyon, in de hoop de stadswallen te bereiken wanneer er nog niet zo veel licht was. Ze bereikten de muren en slaagden erin ze te beklimmen met de ladders. Bij dageraad haastten de indringers naar het huis van Nicocles en de barakken. Daar namen ze alle wachters gevangen. Nicocles slaagde er echter in te ontsnappen via een ondergrondse tunnel. Geruchten over wat er gebeurde verspreidden zich al snel doorheen de stad en sommige inwoners staken het paleis van de tiran in brand. Aratos kwam niet tussenbeide om het plunderen te stoppen. Hij liet daarentegen de inwoners hun woede stillen na 13 jaren van tirannie.

### Consolidatie van de macht in Sikyon

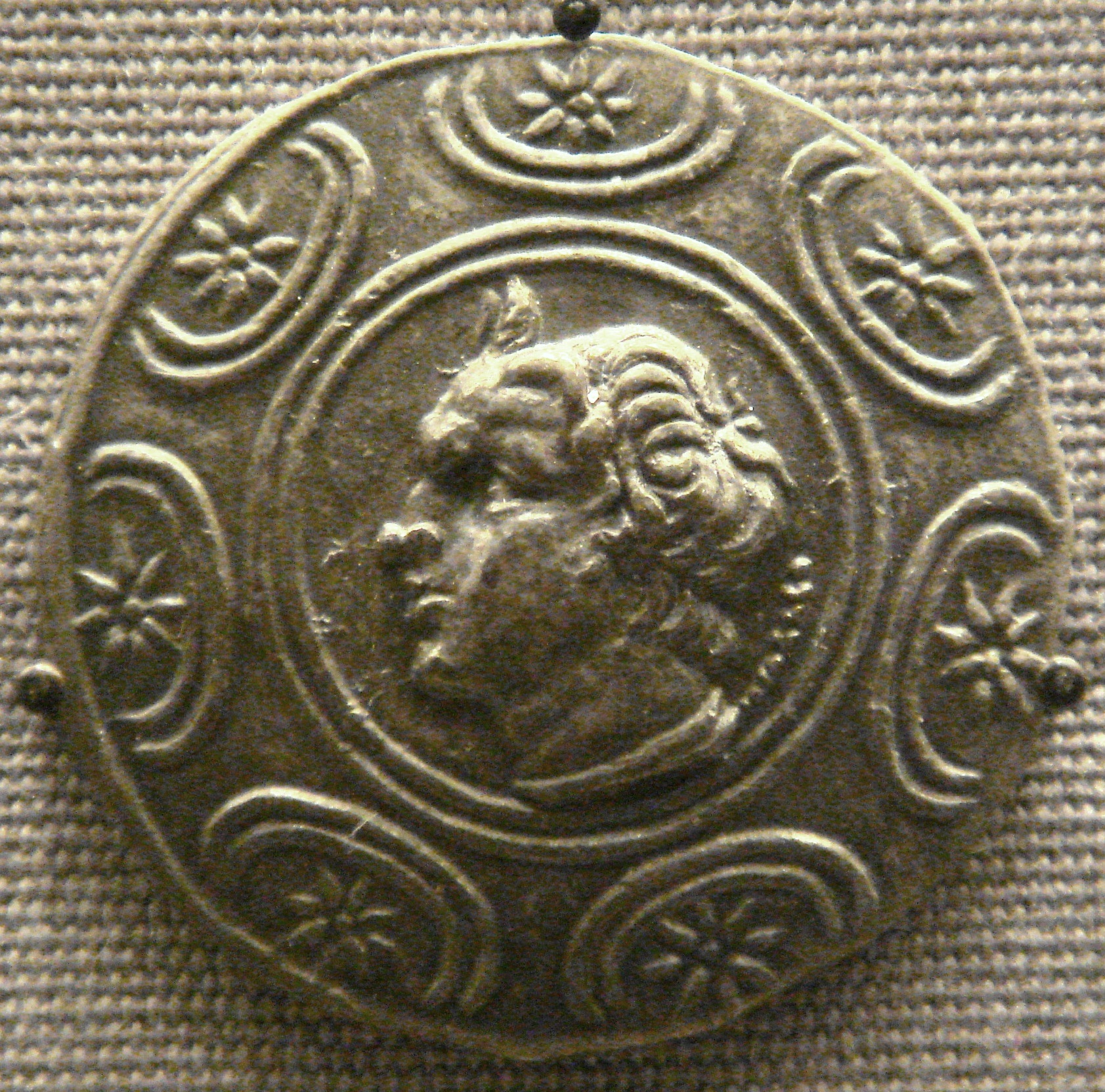
Antigonus Gonatas, de koning van Macedonië

Aratos' eerste daad als nieuwe leider van Sikyon was de ballingen terugroepen naar Sikyon. Hij riep er 80 terug die verbannen waren geweest door Nicocles, maar volgens Plutarchus ook nog 500 anderen. Zij wilden allemaal hun vroegere eigendommen terug, en de stad leek al snel in een staat van burgeroorlog te zullen verkeren. Op dat moment gaf Antigonus Gonatas, de koning van Macedonië, 25 talenten aan Aratos. Dit gaf hij als een persoonlijke gift en als teken van goede wil. Aratos gaf het geld aan zijn medeburgers, en nam onverwachts de beslissing zich aan te sluiten bij de Achaeïsche Bond. Waarschijnlijk gebeurde dit ook in 251 v.Chr. Het was de eerste keer dat de Bond een niet-Achaeïsche polis toeliet (Sikyon was Dorisch).
Later ging Aratos naar Egypte om de hulp in te roepen van Ptolemaeus II Philadelphus. Sikyon stond economisch immers nog steeds niet sterk en had hulp nodig. Nu Aratos niet meer op een alliantie met Antigonus kon rekenen (de Achaeïsche Bond gold als rivaal van Macedonië), had hij weinig keuze. Plutarchus vermeldt heel wat moeilijkheden op de tocht naar Egypte, maar uiteindelijk bereikte Aratos het land en hij keerde terug met veertig talenten en de belofte van nog 110 meer. Terug in Sikyon wilde hij niet in zijn eentje het geld verdelen, maar stelde een comité van zichzelf en vijftien andere leden samen om dat te doen. Met het Ptolemaeïsche geld had Aratos de problemen van Sikyon min of meer kunnen oplossen, en de dankbare burgers richtten een bronzen standbeeld op ter ere van hem. De rest van de periode tussen 251 en 245 v.Chr. is vaag, maar Aratos diende vier of vijf jaar als ruiter in het Achaeïsche leger.

## Strategosvan de Achaeïsche Bond

### Verovering van de Akrokorinthos
In 245 v.Chr. werd Aratos verkozen tot strategos van de Achaeïsche Bond. Hij zou deze positie elke twee jaar invullen tot aan zijn dood, met slechts een aantal uitzonderingen. Aratos' carrière werd gekenmerkt door de uitbreiding van deze bond. Zijn eerste wapenfeit was het plunderen van het platteland van Lokris en Calydon. Hij leidde ook een leger van 10.000 man om de Boeotiërs te helpen tegen de Aetolische Bond. Maar Aratos' droom lag dichter bij zijn thuisstad: hij wilde de Akrokorinthos, de akropolis van Korinthe, innemen. De stad Korinthe vormde de toegang tot de Peloponnesos en was een belangrijke havenstad.

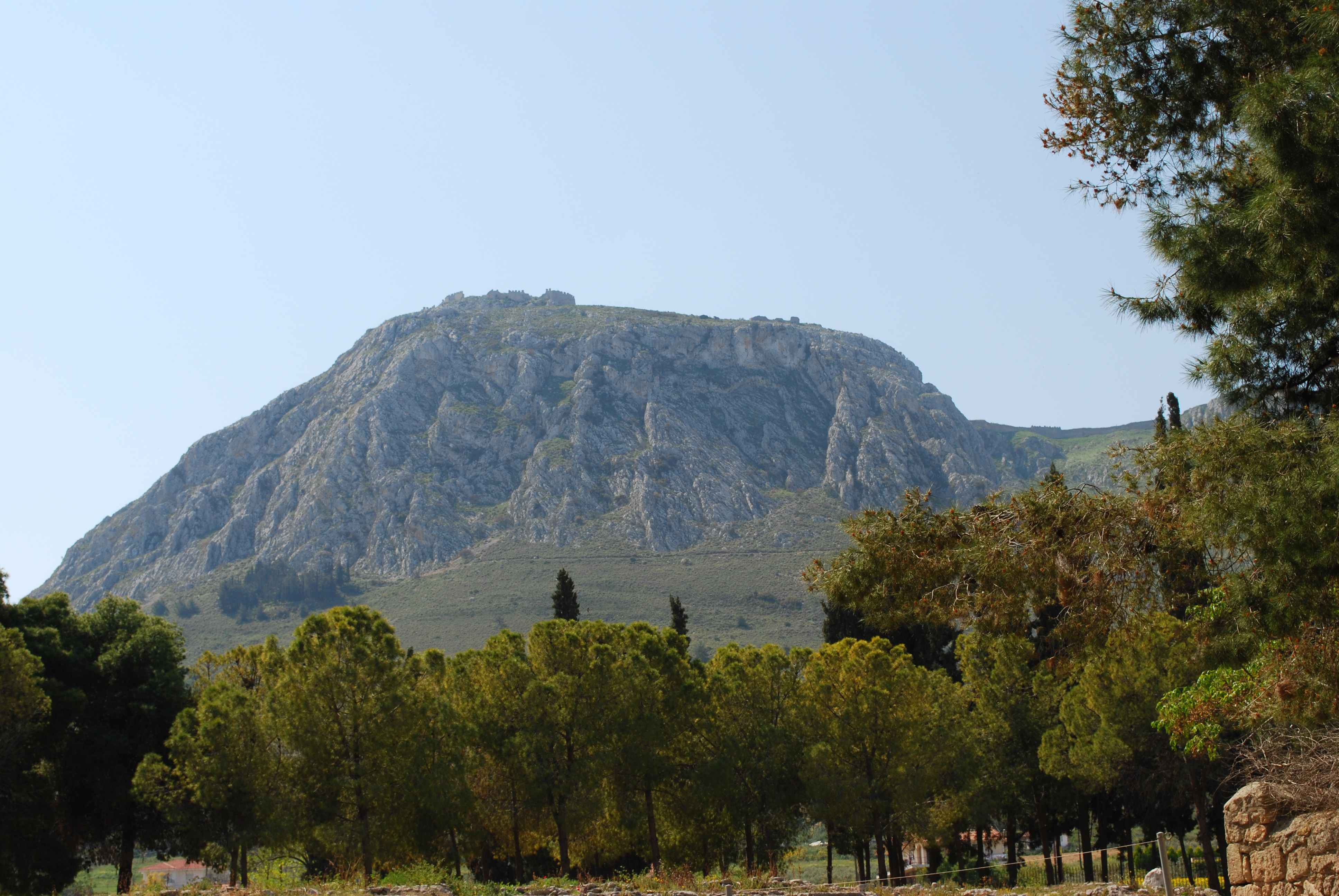
De heuvel waarop de Akrokorinthos lag

Het fort was echter zo goed als onneembaar: het was gebouwd op een hoge heuvel met een hoogte tot wel 600 m. Het had steile hellingen rond zich, was beschermd door een citadel met hoge muren en had een waterbron, zodat het ook een lang beleg zou kunnen uitstaan. Antigonus Gonatas had deze stad weer stevig in zijn handen gekregen en probeerde dat ook te zo te houden met een sterk garnizoen onder Persaeus. In 243 v.Chr. werd er door huurlingen in de Akrokorinthos echter verraden aan Aratos dat er een minder steil stuk was op de heuvel, en dat dit precies ook het punt was waar de muur het laagst was. In het midden van de zomer was Aratos klaar om de stad in te nemen.
Aratos had een groot leger verzameld in de Achaeïsche steden, maar het is niet bekend hoeveel soldaten het nu precies telde. Het is echter wel zeker dat het grootste deel op de weg tussen Sikyon en de Akrokorinthos bleef terwijl Aratos zelf met een uitgekozen groep van 400 mannen naar de stad ging. Een aantal soldaten werd vooruitgestuurd om een de wachters uit te schakelen. Daarna beklommen honderd anderen de muren met ladders. Ze hadden geen schoenen aan om zo weinig mogelijk geluid te maken. Bij de poort vielen ze een groep wachters aan, maar een van hen kon ontsnappen en het alarm luiden. Ondertussen hadden de andere 300 soldaten ook de muren beklommen en waren ze op zoek naar Aratos. Ze vonden hem echter niet en besloten daarom om te blijven waar ze waren. Inmiddels hadden Aratos en zijn soldaten de citadel bereikt, waar ze in moeilijkheden raakten. Terwijl ze bezig geweest waren de muren ervan te beklimmen, hadden de verdedigers projectielen op hen laten neerregenen, en nu zaten ze vast bij de muren en de Macedonische soldaten waren naar hen op zoek. De strategos had echter geluk: deze Macedoniërs kwamen langs de 300 verloren gelopen soldaten van Aratos zonder hen te zien. De Achaeërs vielen de Macedoniërs aan in de rug en dreven hen op de vlucht. Op dat moment vond een boodschapper van Aratos de afgezonderde soldaten en meldde hun dat hun strategos bij de citadel was. Als Aratos nog de overwinning wilde behalen moest er snel hulp komen. De weersomstandigheden bleken echter gunstig voor Aratos:

Het licht van de volle maan liet hun wapens groter in aantal lijken voor de vijand dan ze echt waren dankzij de lengte van hun colonne, en de echo's van de nacht gaven de indruk dat de schreeuwen kwamen van vele keren het aantal mannen dat ze echt waren.
— Plutarchus, Parallelle Levens, Leven van Aratos, 22, 5

Het moreel van de Macedoniërs ging helemaal naar beneden doordat ze dachten dat ze nu in de minderheid waren, en Aratos' volledige leger binnen de stad beklom de muren en het Macedonische garnizoen moest wijken. De Macedoniërs slaagden er toch in de Achaeërs nog tot de ochtend tegen te houden. Op dat moment kwam de rest van het Achaeïsche leger de stad binnen en werd de citadel veroverd. De staatsgreep in Sikyon was al een grootse prestatie geweest, maar nu had Aratos iets bewerkstelligd wat slechts door weinigen geëvenaard kon worden: het innemen van de uitzonderlijk sterke Akrokorinthos met een stormaanval. Dat het gelukt was, was deels te wijten aan geluk, maar ook aan een goede planning en stalen zenuwen tijdens de uitwerking van het plan. Aratos bleef niet op zijn lauweren rusten na deze overwinning. Hij veroverde ook de haven van Korinthe, en de 25 Macedonische oorlogsschepen die daar voor dok lagen. Aratos legerde een garnizoen van 400 Achaeërs en 50 wachthonden in de Akrokorinthos.

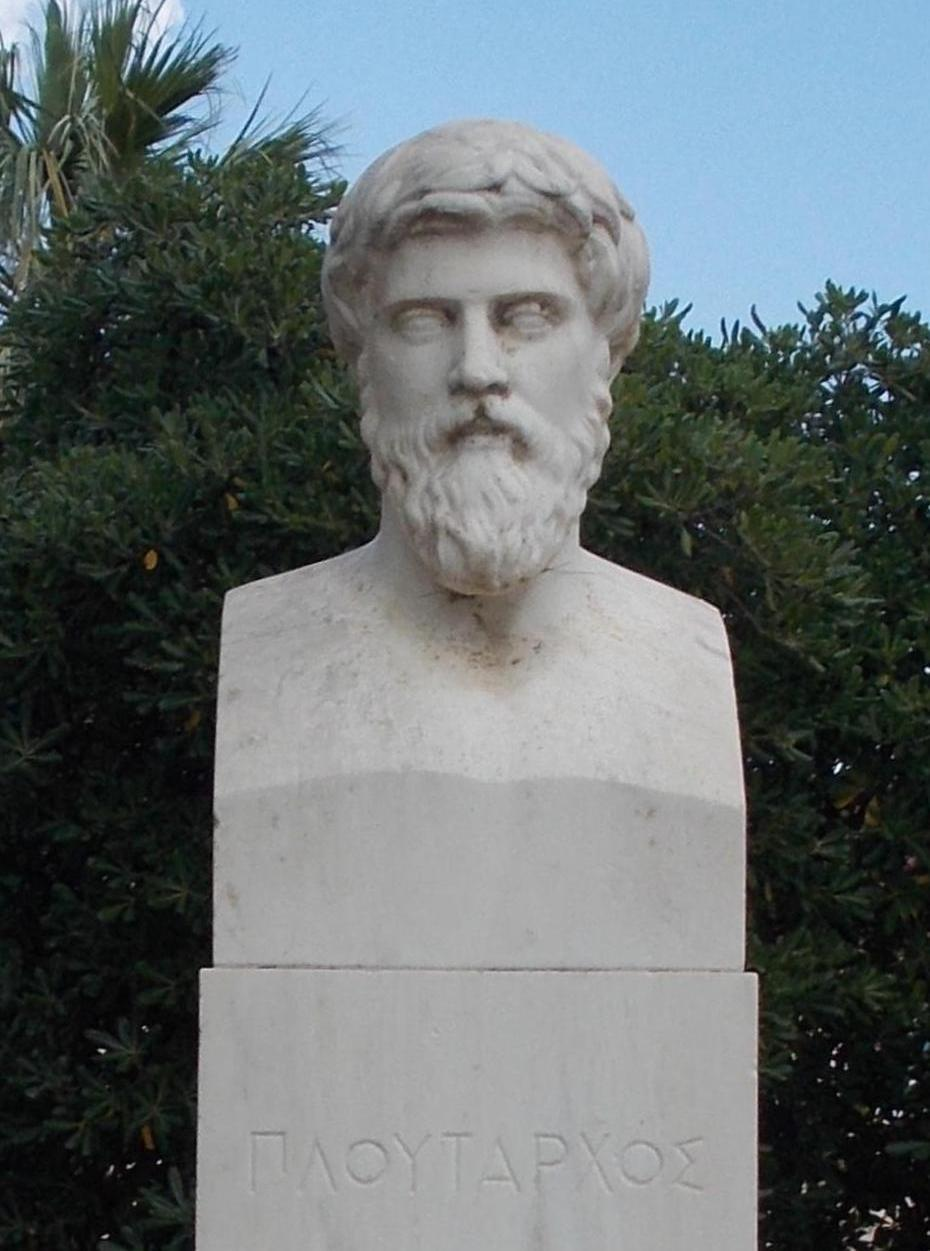
Buste van Plutarchus. Hij schreef in zijn Parallelle Levens over Aratos, en is daarmee de belangrijkste antieke bron over de leider van de Achaeïsche Bond.

### Bondgenootschap met Sparta
Als dank voor de 'bevrijding' van Korinthe van de Macedonische heerschappij sloot de stad zich bij de Achaeïsche Bond aan. Kort daarna volgden de steden Megara, Troezen en Epidauros. De Achaeïsche Bond kreeg nog meer bekendheid toen Ptolemaeus III Euergetes, de nieuwe koning van Egypte, verkozen werd tot hegemon ("leider". Dit was echter een louter symbolische functie.). Nu zochten zowel de Bond als Macedonië nieuwe bondgenoten. Antigonus koos de Aetolische Bond, die plannen maakte om samen met de Macedoniërs de Achaeïsche Bond te verslaan en de gebieden tussen hen te verdelen. De Achaeïsche Bond zocht zijn heil bij Sparta, een van de machtigste poleis in Griekenland.
In Aratos' derde periode als strategos in 241 v.Chr. vielen de Aetoliërs met de hulp van Macedonië de Peloponnesos binnen. Aratos en de Spartanen kwamen overeen om samen de Isthmus van Korinthe te verdedigen. Er kwamen echter onenigheden over de strategie tussen Aratos en de Spartaanse koning, Agis IV. Deze laatste wilde de Aetoliërs daar en nu in een veldslag verslaan, terwijl Aratos liever een veldslag wilde vermijden, aangezien de Aetoliërs toch weinig schade konden aanrichten op het land, want de oogst was al binnengehaald. Het is niet duidelijk of dit gebeurde omdat Aratos dit echt dacht, of omdat hij al spijt had van het bondgenootschap met de Spartanen. Het is ook mogelijk dat dit een van de episodes was in het leven van Aratos waarin hij zijn zenuwen niet de baas kon blijven.
Hoe dan ook, het Spartaanse leger marcheerde terug naar huis. De alliantie was tot een einde gekomen. Dit was onmiddellijk voelbaar aangezien de frontlinie niet langer vastgehouden kon worden. Bijgevolg konden de Aetoliërs de Peloponnesos binnenvallen. Hierbij veroverden ze Pellene, een van de eerste leden van de Achaeïsche Bond. Nu toonde Aratos echter een andere kant van zichzelf: zonder oponthoud marcheerde hij op tegen de vijanden met enkel de soldaten die hij op dat moment bij zich had. Hij vond de Aetoliërs in volledige verwarring, waardoor hij hen gemakkelijk kon verslaan.
Tegen 240 v.Chr. was het duidelijk voor Antigonus dat de Aetoliërs misschien niet de beste bondgenoten waren en hij vroeg om vrede met de Achaeërs. De vrede kwam er, maar deze zou niet lang duren; de 80-jarige koning stierf het jaar daarop. Hij werd opgevolgd door zijn zoon Demetrius II.

### Uitbreiding van de Bond

#### Tegenslagen bij Argos
Na de dood van Antigonus sloten de traditionele aartsvijanden Achaeïsche en de Aetolische Bond een bondgenootschap. De redenen hiervoor zijn onduidelijk, en de alliantie zelf zou slechts tien jaar duren. Aratos bleef er ondertussen op gericht nog meer steden in Griekenland te "bevrijden van de tirannie", zoals Argos, Athene en Megalopolis. In Argos waren er al plannen gemaakt door de bevolking om in opstand te komen tegen de plaatselijke tiran, maar er was nog een tekort aan wapens. Daarom probeerde Aratos deze de stad in te smokkelen. Dit werd echter ontdekt en de staatsgreep mislukte. Aratos voerde daarna een aanval uit dicht bij de stad, maar de inwoners waren niet van plan zich bij hem aan te sluiten.
Toch bleef Aratos vastbesloten zijn buurstad te bevrijden. In 235 v.Chr. probeerde hij de stad opnieuw in te lijven. Dankzij een nachtelijke aanval slaagde hij erin de stad binnen te komen, maar weer waren de Argiven niet erg enthousiast om 'bevrijd' te worden. De Achaeërs stonden er daardoor alleen voor. De slag leek voordelig uit te draaien voor Aratos, maar werd geraakt door een speer in zijn dij. Hij besloot tot de terugtocht en leidde zijn leger de stad uit. Dit was echter een erg ongelukkige timing, aangezien de tiran Aristippus net van plan was geweest de stad te ontvluchten. Door de terugtrekking van de Achaeërs kreeg Aristippus nieuwe moed en maakte zich klaar voor een veldslag.

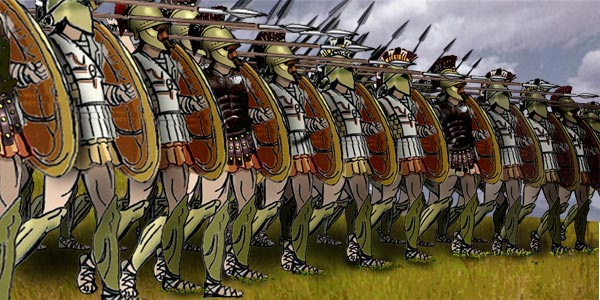
Traditionele Griekse falanx

De Slag aan de rivier de Xerias was een klassieke strijd tussen twee falanxen. De strijd werd beslist op de vleugels, een niet ongewoon verschijnsel in Griekse oorlogsvoering. De ene Achaeïsche vleugel slaagde erin de vijandelijke op de vlucht te drijven. Aratos, die de andere vleugel leidde, raakte echter opnieuw gewond en besloot opnieuw tot de terugtocht. De Achaeërs op de overwinnende vleugel waren woedend door dit besluit, want Aristippus kon zo de overwinning opeisen. De volgende dag stelde Aratos zijn leger opnieuw op. Maar toen hij zag dat zijn vijanden versterkingen hadden gekregen en nu numeriek in het voordeel waren, trok hij zich terug.
Aratos stelde een wapenstilstand voor aan Aristippus, die hiermee instemde. Hij ging echter naar Cleonae, een stad die ook onder controle was van Aristippus en slaagde erin die in te nemen. Hij vierde er de Nemeïsche Spelen en verkocht alle Argiven die hij er vond als slaven. Aristippus was vastbesloten Cleonae terug te krijgen. Toen Aratos hiervan hoorde, was hij in Korinthe, maar hij reageerde onmiddellijk. Hij mobiliseerde een nieuw leger, dat waarschijnlijk grotendeels bestond uit vrijwilligers. Nu durfden de Argiven niet meer aan te vallen. Aratos wilde echter niet meer wachten: hij besloot een afleidingsmanoeuvre uit te voeren. Dankzij dit manoeuvre kon hij de Argiven ertoe verleiden toch naar Cleonae op te marcheren. Aratos keerde om en ging de stad binnen voordat de Argiven Cleonae bereikt hadden. In de ochtend deden de Achaeërs een uitval op de verwonderde Argiven, die op de vlucht gedreven werden. Aristippus sneuvelde in de gevechten, naast 1.500 andere soldaten. Bovendien zouden de Achaeërs niet één man verloren hebben. Toch had de slag niet het gewenste gevolg; Aristippus' broer Aristomachus keerde terug naar Argos en benoemde zichzelf tot de nieuwe tiran.

#### Inlijving van Megalopolis
Na de mislukking bij Argos richtte Aratos zich op Megalopolis. De stad werd op dat moment bestuurd door de tiran Lydiades, die tot dan toe goede relaties had proberen onderhouden met Macedonië. Nu hij echter deze nieuwe situatie zag, met Aratos die de Peloponnesos onveilig maakte, de dood van Aristippus en de gebeurtenissen in Sparta, besloot hij zijn macht neer te leggen en zich aan te sluiten bij de Bond in 235 v.Chr. Deze schijnbaar onzelfzuchtige daad had belangrijke gevolgen: andere steden volgden al snel zijn voorbeeld. Daarbovenop volgde er al snel een beloning voor Lydiades' besluit: het jaar na de inlijving van Megalopolis in de Bond werd hij verkozen tot strategos Dit was de eerste van de drie strategoi die hij zou vervullen. Dit betekende ook de start van een traditie van Megalopolitische strategoi binnen de Bond, onder wie Philopoemen de voornaamste zou zijn.
De positie van de Achaeïsche Bond in Griekenland was dankzij Aratos erg versterkt. Het moet toegegeven worden dat het Aratos was die de belangrijkste drijvende kracht achter de Bond geweest was. Het noorden van de Peloponnesos was nu verenigd binnen een machtige federatie met een georganiseerd leger en belastingen om het te onderhouden.

### Oorlog tegen Demetrius
Nu hij zich realiseerde dat de Achaeïsche Bond door de inlijving van Megalopolis een grote speler in Griekenland geworden was, besloot Demetrius II, de nieuwe koning van Macedonië, in actie te schieten. In 233 v.Chr. stuurde hij een leger onder zijn generaal Bithys naar de Peloponnesos, waar hij de Achaeërs kon verslaan bij Phylacia, waarschijnlijk bij Tegea. Details over deze veldslag zijn er echter weer niet. Aratos slaagde er blijkbaar in te ontsnappen en Korinthe te bereiken, maar het deed de ronde dat hij ofwel gesneuveld of gevangengenomen was.
Er werd een brief naar Korinthe gestuurd met de boodschap dat de Achaeïsche soldaten de stad moesten verlaten. Aratos ontving de brief zelf, maar besloot er niet naar te luisteren en stuurde de boodschappers weg. Aratos organiseerde een strafexpeditie tegen Macedonië door Athene aan te vallen. Hij keerde echter om voor de stadsmuren. De redenen hiervoor zijn niet duidelijk; het is mogelijk dat Aratos' leger verslagen werd, of dat hij vreesde in de rug aangevallen te worden toen hij hoorde dat Bithys' leger in aantocht was om terug te keren naar Macedonië. Later werd koning Demetrius gedood in een veldslag tegen de invallende Keltische stammen.
Toen de Atheners hoorde over de dood van de koning, besloten ze dat ze in een goede positie waren om het verzwakte Macedonische garnizoen te verdrijven. Hoewel Aratos op dat moment niet de strategos van de Achaeïsche Bond was en ook ziek was, snelde hij toe om de stad hulp te bieden. Hij kon de commandant van het Macedonische garnizoen overtuigen Piraeus, Munychia, Salamis en Sunium over te geven aan de Atheners voor 150 talenten, waarvan Aratos er zelf 20 betaalde. Diogenes verliet de stad met zijn soldaten en Athene was voor de eerste keer sinds 294 v.Chr. weer een vrije stad. Ze weigerden zich echter aan te sluiten bij de Achaeïsche Bond.
De enige nog overgebleven bondgenoot van Macedonië op de Peloponnesos, Aristomachus van Argos, besloot te buigen voor de overmacht en sloot zich aan bij de Achaeïsche Bond. Hij werd in het volgende jaar, 228 v.Chr., verkozen tot strategos. Uiteindelijk werd de alliantie tussen de Achaeërs en de Aetoliërs verbroken. De enige verrassing hierin was dat de alliantie toch 10 jaar had bestaan. Nu Demetrius dood was, trad Antigonos III Doson op als regent voor de kindkoning Philippus V. Hij beveiligde de noordelijke grens van het koninkrijk en slaagde erin om in 228 v.Chr. een verdrag met de Aetoliërs te sluiten.

### Cleomenische Oorlog

Kaart met daarop de belangrijke steden en locaties tijdens de Cleomenische Oorlog. De Achaeïsche Bond is aangeduid in het rood.

#### Cleomenes krijgt de bovenhand
In 229 v.Chr. had Cleomenes III van Sparta drie Arcadische steden overgenomen van de Aetolische Bond. De redenen waarom de Aetoliërs dit toelieten zijn onduidelijk. Hoe dan ook, dit zinde de Achaeïsche Bond niet, want deze steden hadden een erg strategische ligging. Verder spoorden de eforen Cleomenes aan om een fort dat langs de weg van Sparta naar Arcadië lag. Voordat de Spartanen het hadden ingenomen, had dit toebehoord tot Megalopolis, en dus ook tot de Achaeïsche Bond. Dit werd gezien als een oorlogsverklaring en de Achaeïsche Bond had zijn antwoord klaar. Aratos, die nu opnieuw strategos was, probeerde nachtelijke overvallen te organiseren om zo Tegea en Orchomenus terug onder zijn controle te krijgen. Hij werd echter verraden door zijn partizanen in beide steden die Cleomenes vertelden wat hij van plan was.
Cleomenes werd door de eforen teruggeroepen naar Sparta, waarschijnlijk omdat zij nog steeds een open oorlog wilden vermijden. Maar vrede was onmogelijk geworden, en in zijn afwezigheid veroverde Aratos de stad Caphyae. Cleomenes trok opnieuw op tegen hem en veroverde een kleine nederzetting. In 227 v.Chr. besloten de Achaeërs tot beslissende actie over te gaan; ze trokken op met een leger van 20.000 man infanterie en 1.000 man cavalerie onder Aristomachus om Cleomenes te verslaan in een open veldslag. De Spartanen hadden slechts 5.000 man, maar hun reputatie boezemde de andere Grieken nog steeds angst in. Aratos zou de legerleider overtuigd hebben om niet tot een veldslag over te gaan, wat niet naar de zin van de andere machtige personen binnen het leger. Deze episode toont aan dat de uitgebreide Achaeïsche Bond niet zonder spanningen was.
In het jaar daarna (226 v.Chr.) werd Aratos' leger verslagen bij Lycaeum, opnieuw in Arcadië. Het is niet duidelijk in welke omstandigheden deze slag werd geleverd, maar de Achaeïsche verliezen waren zwaar. Niettemin slaagde Aratos erin deze slag gedeeltelijk in zijn voordeel te laten uitdraaien; hij kon in het geheim naar Mantinea opmarcheren en de stad innemen, waardoor de belangrijke route tussen Megalopolis en Argos weer geopend werd. Vanuit Mantinea marcheerde hij met zijn mannen op naar een andere stad om hem te belegeren. Cleomenes ging echter richting Megalopolis en nam een fort in op slechts 10 km afstand van de stad. Aratos kwam Megalopolis te hulp en slaagde erin de Spartanen terug te drijven. Hij liet het echter na zijn overwinning uit te buiten, want hij liet zijn verslagen vijanden zich terugtrekken naar een sterke positie. De vroegere tiran van Megalopolis was woest hierover, en viel met zijn cavalerie de nu opnieuw opgestelde Spartanen aan. Aratos volgde hem niet, en de Megapolitaan werd verslagen en gedood. Hierdoor kregen de Spartanen nieuwe moed. Ze vielen het volledige Achaeïsche leger aan en dreven het op de vlucht.
Aratos werd als grote schuldige voor deze nederlaag bevonden. Een vergadering van de Bond stemde er zelfs over om zijn veldtochten niet meer te financieren. Aratos bood aan terug te treden als generaal, maar uiteindelijk werd toch besloten dat hij het leger mocht blijven leiden, wat Aratos' opmerkelijke veerkracht toont. Hij leidde een leger Achaeërs tegen een Spartaans leger onder Cleomenes' stiefvader, dat hij versloeg.
Verder in 226 v.Chr. veroverde Cleomenes nog enkele andere steden in het midden van de Peloponnesos. Hij was nu vastbesloten de Achaeërs tot een open veldslag te verleiden. Deze slag kwam er en vond plaats in de herfst van 226 v.Chr., maar opnieuw zijn er erg weinig details. Het gereformeerde Spartaanse leger, dat nu uitgerust was op de Macedonische manier, bracht de Achaeërs een vernietigende nederlaag toe. De Achaeërs wilden vredesvoorwaarden bespreken, maar deze mislukten. Wat Aratos had gemist als commandant van het leger, zou hij nu echter weer goedmaken dankzij zijn politieke vaardighede. Hij slaagde erin de Macedoniërs te verleiden tot een alliantie met de Achaeïsche Bond. Macedonië wilde wel de Akrokorinthos terugkrijgen, als 'betaling' voor het helpen in de oorlog. De Achaeërs waren echter nog niet bereid die prijs te betalen, wat betekende dat Macedonië hen nu nog niet te hulp zou schieten.

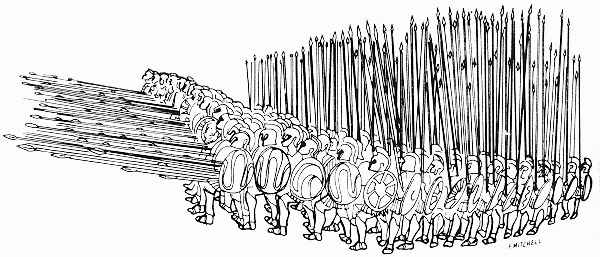
De Spartaanse soldaten waren na de hervormingen bewapend op de 'Macedonische manier'.

In 225 v.Chr. viel Cleomenes opnieuw Achaeïsch grondgebied binnen. Hij mikte op Aratos' thuisstad: Sikyon. Hij dacht dat als hij deze stad innam, de hele Bond uit elkaar zou vallen, aangezien er zelfs op dat moment al veel spanningen waren; velen waren ongelukkig met Aratos' Macedonische strategie. Uiteindelijk nam Cleomenes Sikyon dan toch niet in, maar hij veroverde wel enkele andere steden. Later slaagde Cleomenes er zelfs in Argos in te nemen. De Argiven, die nooit de meest enthousiaste leden van de Achaeïsche Bond geweest waren, besloten zich aan te sluiten bij Sparta. Vele auteurs zien hierin de hand van Aristomachus, de vroegere tiran van de stad. Om de resulterende chaos de baas te kunnen, kreeg Aratos van de andere leden van de Bond extra bevoegdheden. Hij ging naar Korinthe, waar het nieuws dat hij de stad en de citadel aan Macedonië wilde overgeven ondertussen al goed bekend was. De bevolking wilde dit niet, en Aratos slaagde er maar net in te ontsnappen van de woedende menigte die zich voor de stad verzameld had. De bevolking stelde Cleomenes zelfs voor om de stad aan hem te overhandigen, maar de citadel van de Akrokorinthos werd nog bemand door een Achaeïsch garnizoen. Cleomenes marcheerde naar de stad, waarbij hij vele andere steden in de regio innam. Daarna begon hij het beleg van de Akrokorinthos. Cleomenes stelde Aratos vrede voor, maar die laatste weigerde dit, waarop de Spartaanse koning prompt opmarcheerde tegen Sikyon, het platteland plunderde en de stad begon te belegeren.

#### Macedonische interventie

De Isthmus van Korinthe

Kort voordat het beleg begonnen was, hadden de leden van de Achaeïsche Bond uiteindelijk besloten toch toe te geven aan de Macedonische voorwaarden. Aratos zelf stuurde zijn zoon als gijzelaar naar Macedonië. Antigonos Doson, de regent van Macedonië, had zich al voorbereid op de oorlog. Hij had een leger van 20.000 man infanterie en 3.000 voor de ruiterij. Toen Cleomenes het nieuws over de interventie van Macedonië hoorde, hief hij zo snel mogelijk het beleg van Sikyon op en haastte zich naar de Isthmus van Korinthe, waar hij in een betere positie was om deze noordelijke bedreiging het hoofd te bieden. Ondertussen ontmoette Aratos de Macedonische koning bij Pagae om alle formaliteiten af te handelen:

Hij had niet veel vertrouwen in Antigonos, en vertrouwde de Macedoniërs niet. Want hij wist dat zijn eigen toename van macht te danken was aan het kwaad dat hij hen had aangedaan, en dat hij de basis had gevormd voor zijn houding bij zijn haat jegens de vroegere Antigonos [Gonatas]. Maar toen hij zag hoe onverbiddelijk de noodzaak op dat moment was, (...) ging hij verder naar de gevreesde beproeving.
— Plutarchus, Parallelle Levens, Leven van Aratos, 43, 1-2

Aratos en Antigonos bleken echter wel goed met elkaar op te schieten. Ze waren beiden koppige realisten, en de vertrouwelijkheid en het begrip zouden later zelfs zo aanwezig geweest zijn dat ze een deken deelden toen het koud geworden was.
Cleomenes' verdedigingslinie bij de Isthmus van Korinthe bleek erg effectief te zijn. Het zou een lange tijd duren voordat Antigonos erin slaagde de Peloponnesos binnen te komen en hij verloor een aantal mannen bij een poging om door te breken. Later kwam er een delegatie uit Argos bij Aratos met de vraag om de stad toch weer te bevrijden uit de Spartaanse handen. De inwoners waren immers niet blij dat Cleomenes de beloftes die hij gedaan had, niet nakwam. Aratos voer met 1.500 soldaten naar Epidaurus om Argos aan te vallen. De stad was echter al gevallen door een opstand van de Argiven zelf. Ze waren geholpen door Timoxenus, die op dat moment strategos van de Achaeïsche Bond was. Nu Sparta zo goed als onverdedigd was en open lag voor haar vijanden, zag Cleomenes zich gedwongen zijn verdedigingen bij de Isthmus van Korinthe te verlaten en terug te keren naar Sparta. Hierdoor kreeg Antigonos vrij spel in de Peloponnesos. Hij bezette de beloofde Akrokorinthos en legerde een garnizoen in Korinthe zelf.

#### Slag bij Sellasia

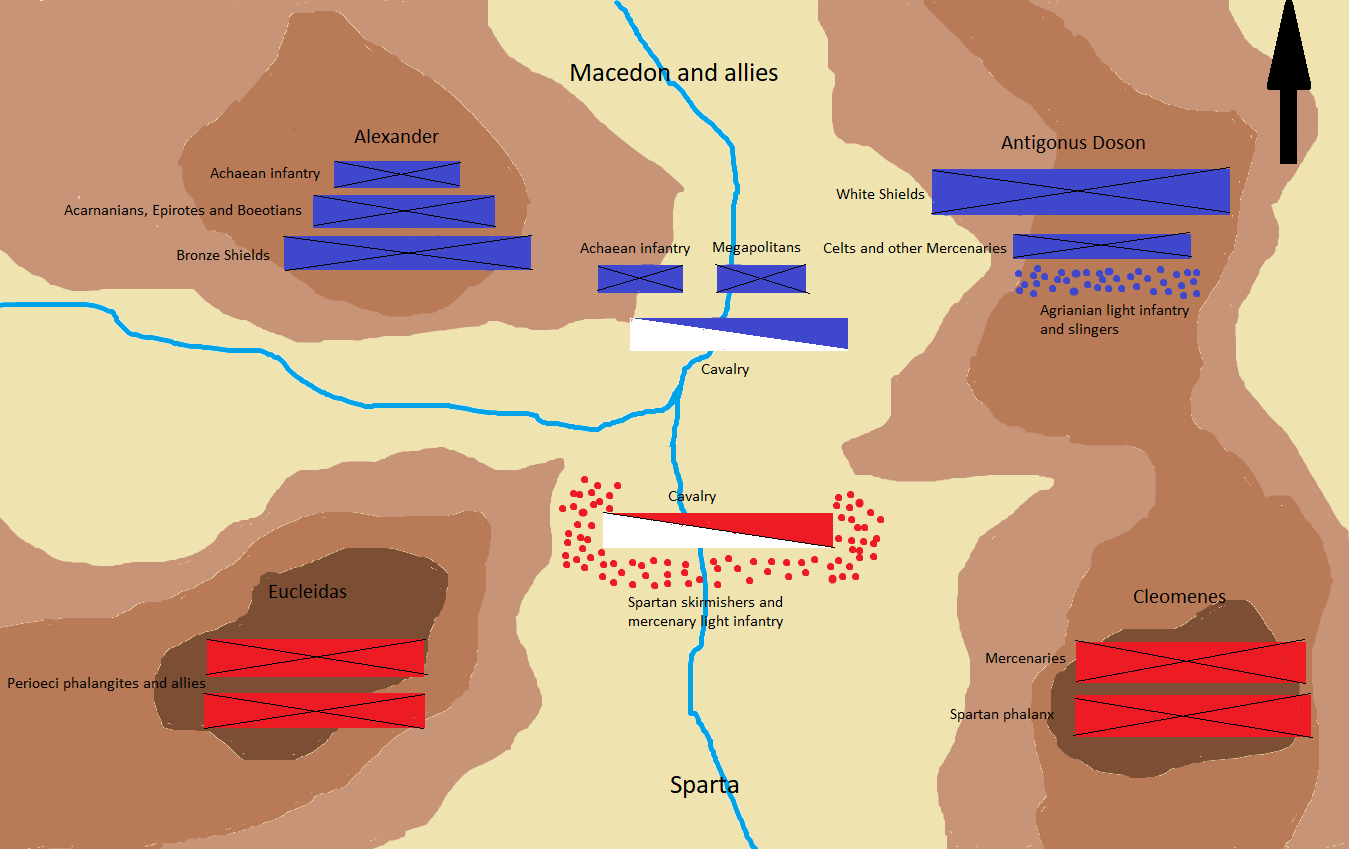
De opstellingen in de Slag bij Sellasia

Terwijl Antigonos de door de Spartanen bezette steden in de Peloponnesos bevrijdde, versterkte Cleomenes opnieuw zijn leger (224 v.Chr.). In de winter van 223 v.Chr. deed hij een afleidingsmanoeuvre naar het noorden, maar keerde zich om en ging naar Megalopolis. Hij slaagde er dan wel in de verraste stad in te nemen, maar een duizendtal inwoners slaagden erin weg te vluchten en vonden onderdak in Messene. De stad werd volledig geplunderd. Aratos zou dit nieuws huilend verteld hebben aan de vergadering van de Achaeïsche Bond. Ondertussen probeerde Antigonos zijn soldaten zo snel mogelijk uit de winterkwartieren te halen om Cleomenes te verslaan, maar hij realiseerde zich al snel dat hij te weinig tijd zou hebben. Met nieuwe moed ging Cleomenes naar Argos. Hij plunderde het platteland om zo de bevolking tegen Antigonos op te zetten doordat hij niet in actie schoot. Integendeel, het enige wat hij deed, was de bevolking nog meer tegen zichzelf opzetten.
Antigonos slaagde er uiteindelijk toch in zijn leger rond zich te verzamelen. Hij voerde nu het bevel over een leger van 27.600 man infanterie en 1.200 ruiters. Cleomenes besloot de pas bij Sellasia voor Sparta te bezetten om de Macedonische koning tegen te houden. Hij werd verslagen in de Slag bij Sellasia (juli 222 v.Chr.) en vluchtte naar Egypte. Antigonos veroverde Sparta, maar behandelde de stad mild. Na enkele dagen vertrok hij weer.

### Bondgenotenoorlog

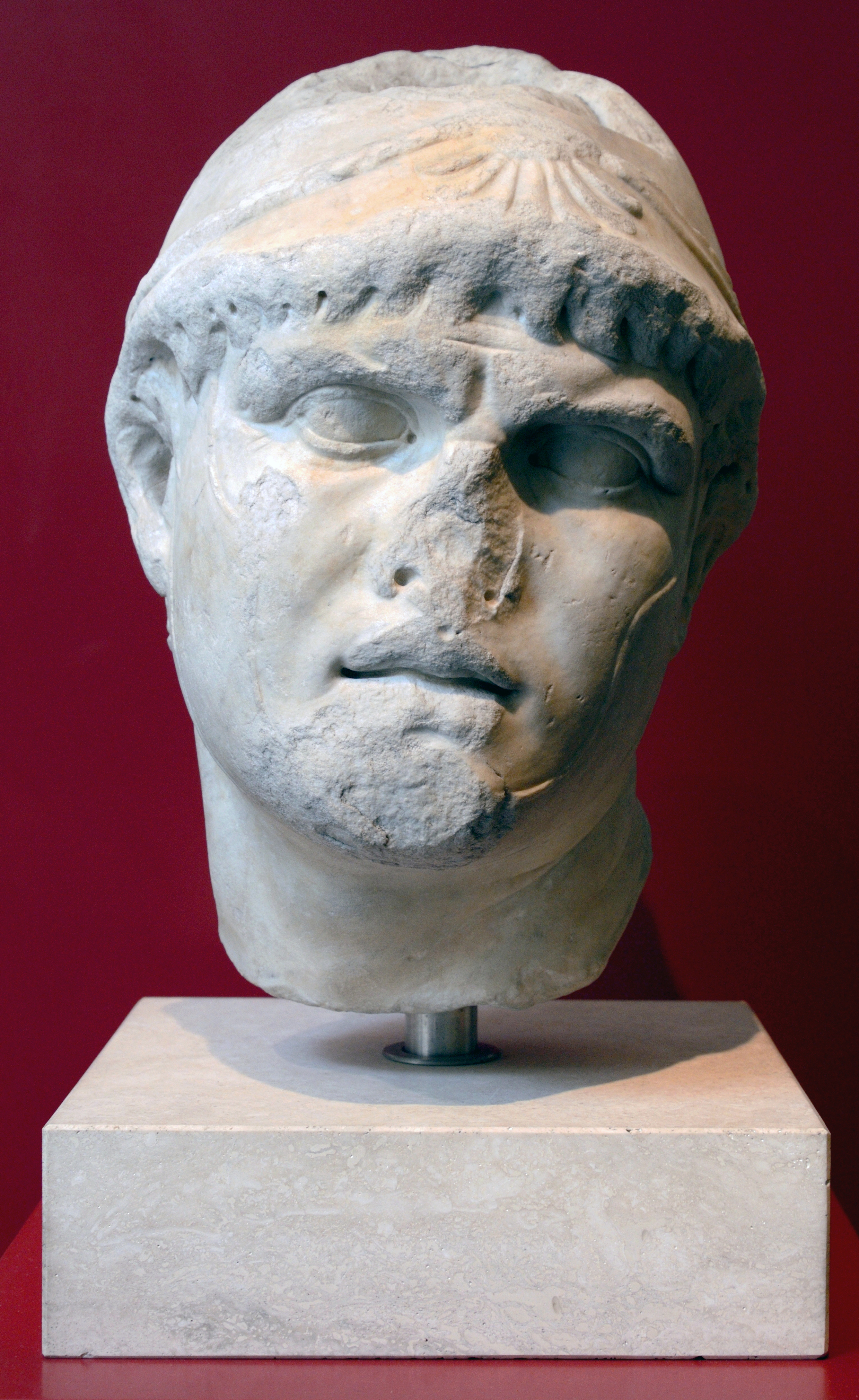
Philippus V, de koning van Macedonië en bondgenoot van Aratos

In 221 v.Chr. waren de Aetoliërs begonnen met het plunderen van gebieden in de landstreek Messenië. De stad Messene, de grootste stad in die regio, riep de Achaeïsche Bond te hulp, en in 220 v.Chr. kwamen de leiders ervan samen in een vergadering in Aegium. De meesten waren niet meteen bereid om de Aetoliërs aan te vallen, maar Aratos kon hen overtuigen om toch op te trekken tegen hen. De strategie van de Achaeërs was de Aetoliërs in een hinderlaag aan te vallen terwijl ze naar de schepen aan het gaan waren om naar hun thuisland terug te keren. De Aetolische bevelhebber slaagde er echter telkens in hen te ontwijken. Dit kat-en-muisspel leek nergens naartoe te gaan, tot de onbekwaamheid van de legerleiding van de Achaeërs ervoor zorgde dat er een eind kwam aan deze impasse:

De Achaeïsche bevelhebbers, toen ze hoorden van de aankomst van de Aetoliërs, pakten de zaken in die mate verkeerd aan dat het onmogelijk was geweest voor iemand om nog dwazer te handelen.
— Polybius, Historiën, 4, 11, 1

Aratos maakte de kapitale fout een eenheid van de ruiterij naar de Aetoliërs te sturen om hen aan te vallen. De cavalerie viel hen immers aan op ruig terrein, waar de Aetoliërs veruit de sterkste waren. Verder gaf Aratos zijn voordelige positie op en snelde zijn cavalerie te hulp toen die in moeilijkheden geraakte. Hierop voerde de rest van de Aetoliërs vanop een heuvel een charge uit op de kwetsbare Achaeërs. De chargerende soldaten konden zo de Achaeërs op de vlucht drijven. De overwinnaars gingen verder met hun plundertocht, waarin ze ook Sikyon plunderden. Ze keerden terug naar Aetolië via de Isthmus van Korinthe, als het ware om het de Achaeërs nog meer in hun gezicht te wrijven dat ze zichzelf niet konden verdedigen.
Ondertussen waren beide partijen druk in de weer met nieuwe bondgenoten te verzamelen. De Achaeïsche Bond keerde zich weer naar Macedonië, maar de nieuwe koning, Philippus V, voor wie Antigonos Doson als regent had opgetreden, was niet al te enthousiast over een oorlog tegen de Aetoliërs. De Achaeërs slaagden er uiteindelijk in Philippus te overtuigen, en ook andere Griekse bonden en rijken schaarden zich achter de Achaeïsche Bond. De Aetoliërs hadden ondertussen een bondgenootschap gesloten met Sparta en Elis. In 219 v.Chr. vielen de Aetoliërs en hun bondgenoten grote stukken land van de Achaeïsche Bond binnen, maar hun leger werd uiteindelijk verslagen bij Aegeira. Deze nederlaag was echter niet beslissend. Ondertussen maakte ook Philippus zijn leger klaar in Macedonië. In 218 v.Chr. behaalde hij enkele successen, maar zijn leger sloeg aan het muiten en hij keerde terug naar Macedonië om er te overwinteren.
Philippus werd bijgestaan door Aratos, maar ook door een aantal andere adviseurs, onder wie ene Apelles de belangrijkste lijkt te zijn geweest. Niettemin was Aratos erg invloedrijk geworden en hij kan gezien worden als een echte vriend van de koning. Apelles was in tegenstelling tot Aratos een Macedoniër in hart en nieren. Zo wilde hij nog steeds Achaea inlijven in het koninkrijk Macedonië. Hij begon de Achaeërs in het geallieerde leger tegen te werken door bijvoorbeeld verschillende Achaeïsche officiers te degraderen. Daarna begon hij Aratos zelf tegen te werken door zijn tegenkandidaat te steunen bij diens verkiezing tot strategos. Verder probeerde hij Aratos in ongenade te brengen bij Philippus met behulp van een list, maar deze mislukte. Het lijkt erop dat de relatie tussen de Macedonische koning en de officier hierdoor sterk verslechterde. Aratos was zo de belangrijkste adviseur van de Macedonische koning geworden. Hij kreeg al snel de reputatie hiervoor in de wieg gelegd te zijn. Hierdoor werd hij echter nog meer gehaat door de andere officiers. Dit ging zo ver dat ze hem openlijk begonnen uit te schelden op banketten, en toen Aratos terugkeerde naar zijn tent na zo'n banket, werd hij door hen bekogeld met stenen. De koning was woedend, en beval dat ze allemaal ter dood gebracht moesten worden.

Na de inmenging van Macedonië in de oorlog, kregen de Aetoliërs het steeds moeilijker op alle fronten. Ze organiseerden wel nog plundertochten, maar werden dikwijls in een hinderlaag aangevallen en waren daarom geneigd een vredesverdrag te sluiten. Dit kwam er in 217 v.Chr.

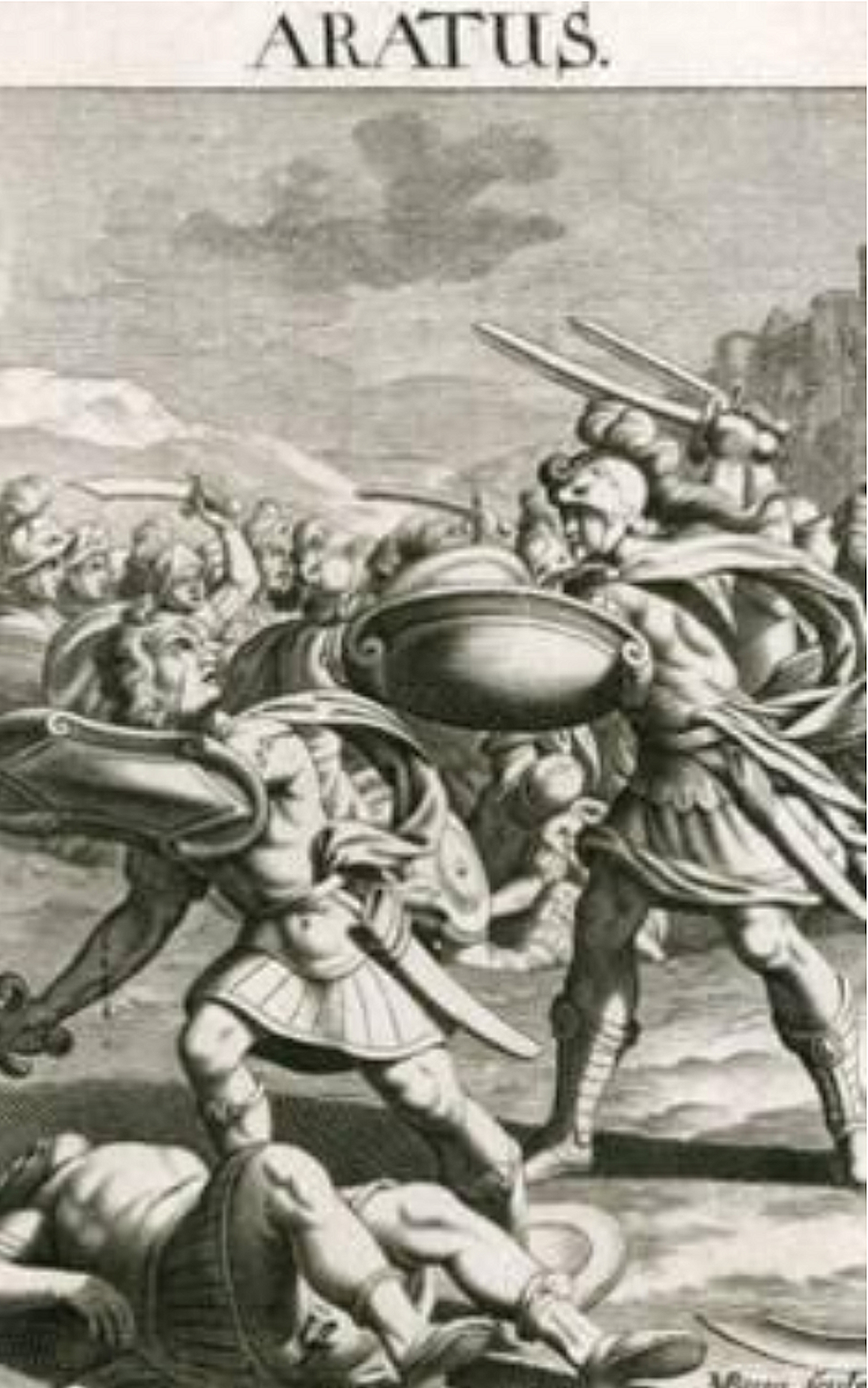
17e-eeuwse prent van Aratos

## Dood
Na de Bondgenotenoorlog veroorzaakte Philippus een burgeroorlog in de stad Messene. Het is mogelijk dat Aratos met opzet hierbuiten werd gehouden, en hij was kwaad op de koning om wat hij gedaan had. Hij haastte zich naar hem en beval hem de onrust die ontstaan was de kop in te drukken. De koning was duidelijk niet te spreken over de felheid van de Achaeër, maar besloot toch naar hem te luisteren.
Ondertussen was de Eerste Macedonische Oorlog van Macedonië tegen Rome uitgebroken. In datzelfde jaar ging Philippus opnieuw naar Messene, die hij om onduidelijke redenen aanviel. Aratos had al eerder zijn mening uitgesproken over Philippus' daden bij Messene, en deed dat ook nu weer. Verder weigerde Aratos Philippus' veldtochten tegen Rome te steunen.
Ondertussen was Aratos' gezondheid sterk verslechterd. Hij stierf in het jaar 213 v.Chr. Gezien de ontstane spanningen tussen de koning en de strategos was het onvermijdelijk dat er geruchten kwamen dat er kwaad opzet in het spel was. Volgens Plutarchus had Philippus Aratos laten vergiftigen. Hij schreef zelfs dat Aratos wist dat Philippus een complot tegen hem smeedde, maar hij zou hierover enkel gezegd hebben tegen zijn dienaar:

"Dat, mijn beste Cephalo," zei Aratos, "is de prijs voor koninklijke vriendschap."
— Plutarchus, Parallelle Levens, Leven van Aratos, 52, 3

Dit dramatische einde zou heel goed gepast hebben bij de topos van Philippus. Het is echter niet waarschijnlijk dat Aratos echt vergiftigd werd; door Aratos' dood verschoven de machtsverhoudingen binnen de Achaeïsche Bond, iets wat helemaal niet voordelig was voor Philippus, aangezien Aratos ondanks de voorbije meningsverschillen nog steeds een trouwe aanhanger van de Macedonische koning geweest was. Ook al had Aratos kort daarvoor vragen gesteld bij de daden van de koning, hij bleef nog steeds nuttig voor Philippus, en het is moeilijk voor te stellen dat hij zijn vroegere vriend echt dood had willen hebben. Daarbovenop zou er in de hele wereld gesproken zijn geweest over de dood van deze bekende man als er van deze geruchten echt iets van aan was.
Aratos was dankzij de speciale toelating van het Orakel van Delphi de eerste persoon die binnen de stadsmuren van Sikyon begraven werd als 'stichter en redder van de stad'.

## Persoonlijkheid en receptie

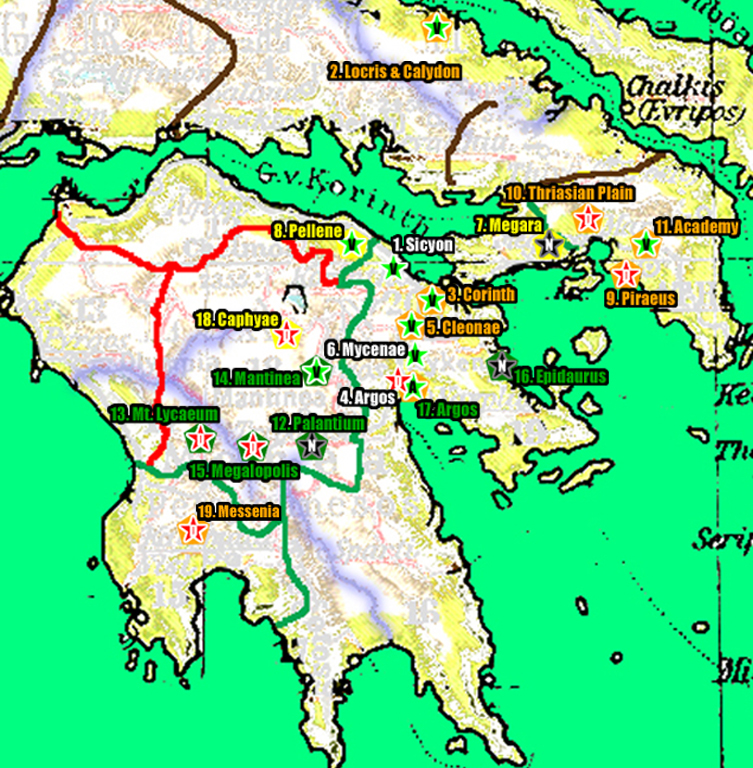
Kaart met daarop de belangrijkste gebeurtenissen in Aratos' leven.
Groene ster: overwinning
Rode ster: nederlaag
Zwarte ster: terugtocht

Aratos was in zijn leven zestien of zeventien keer strategos van de Achaeïsche Bond geweest. Dankzij hem was de Achaeïsche Bond een grote speler in Griekenland geworden. Dit was vooral te danken aan zijn militaire overwinningen, hoewel Aratos niet erg goed was als tacticus. Het lijkt erop dat hij op kritieke momenten tijdens veldslagen zijn zenuwen niet meer de baas kon komen. Plutarchus schrijft dat hij wel een heel goed staatsman was, maar dat zijn capaciteiten zich niet uitstrekten tot op het slagveld: "Hij had altijd krampen wanneer een veldslag ophanden was." Hij lijkt echter wel een meester van de verrassingsaanval geweest te zijn en zijn carrière zit vol met overwinningen, hoewel al deze veldslagen erg vaag omschreven zijn.
Wat Aratos te kort kwam als tacticus, maakte hij weer helemaal goed op politiek vlak. Hij was erg goed in het sluiten van compromissen, zoals toen hij de zuurverdiende Akrokorinthos overgaf aan Macedonië toen ze de hulp van het koninkrijk nodig hadden tegen Sparta. Verder beschikte hij ook over een flinke portie geduld. Een voorbeeld hiervan is het feit dat toen hij zich met Sikyon aansloot bij de Achaeïsche Bond, hij wist dat hij nog te jong was om tot strategos verkozen te worden.
Hoewel Aratos steeds de belangrijkste speler was geweest binnen de Achaeïsche Bond tot aan zijn dood, kreeg hij toch moeilijkheden toen er steeds meer machtige stadstaten zich bij de bond aansloten. Verder was de uiteindelijke neergang van Aratos zeker gelinkt met de metamorfose van koning Philippus als een geliefde jonge prins tot een volgens Plutarchus despotische tiran, ook al is het niet waarschijnlijk dat hij daadwerkelijk vergiftigd werd.
Aratos schreef zelf zijn memoires op, die nu jammer genoeg verloren zijn. Plutarchus en Polybius geven allebei toe dat ze hier erg veel gebruik van hebben gemaakt. Zo schrijft Polybius dat hij Aratos' carrière "tamelijk summier zal afhandelen, aangezien hij zelf al een geloofwaardige en duidelijk geschreven verhandeling over zijn eigen carrière schreef." Toch is het mogelijk dat de informatie over Aratos hierdoor wat kritischer bekeken moet worden, aangezien Aratos zijn eigen fouten misschien heeft willen afzwakken en iemand anders hiervan de schuld heeft willen geven.